# Маркус Гелльнер
Ма́ркус Ге́лльнер (швед. Marcus Hellner; *25 листопада 1985, Лердала, Вестра-Йоталанд) — шведський лижник, триразовий олімпійський чемпіон, олімпійський медаліст, чемпіон світу та призер чемпіонатів світу. 
Першу золоту олімпійську медаль та звання олімпійського чемпіона Гелльнер виборов на
Ванкувенській олімпіаді  2010 року в дуатлоні. На тій же Олімпіаді він здобув золоті медалі в складі шведської естафетної команди. Через чотири роки, в Сочі, шведська естафетна команда знову була першою.
Гелльнер дебютував у складі юніорської збірної команди Швеції з лижних перегонів у 2003 році. У період з 2003 по 2005 завоював декілька перемог на рівні юнацьких змагань.  Він дебютував у складі дорослої збірної Швеції у 2006 році на одному з етапів Кубку світу. 